# ステファノ・ドメニカリ
ステファノ・ドメニカリ（Stefano Domenicali, 1965年5月11日 - ）は、イタリア出身の自動車企業マネージャー。
長年F1コンストラクター、スクーデリア・フェラーリの管理職を歴任し、同チームの代表も務めた。退任後はフォルクスワーゲングループに移籍し、アウディやランボルギーニの要職に就く。2021年よりF1グループの最高経営責任者（CEO）を務める。

## 経歴
ボローニャ大学で経営管理学学位を取得。卒業後、1991年にフェラーリに就職し、会計監査部門で働き始めた。また、フェラーリのテストコースであるムジェロ・サーキットのレースディレクターとしても働いた。
1993年、フェラーリのモータースポーツ部門（ジェスチオーネ・スポルティーバ）に移り、レーシングチーム（スクーデリア・フェラーリ）の管理に携わった。
1995年より、人事とスポンサー担当の責任者を務めた。
1998年、スクーデリア・フェラーリのチーム・マネージャーに就任。
2003年、同チームのスポーティング・ディレクターに就任。

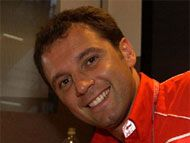
フェラーリF1チーム代表時代（2008年）

2008年1月、ジャン・トッドの後任として、同チームのチーム代表に就任した。しかし同年にコンストラクターズチャンピオンを獲得したのを最後に、タイトルから遠ざかるシーズンが続いた。不振の責任を取る形で、2014年4月にチーム代表を辞任。
その後同年11月にアウディに入社。アウディでは当面は市販車部門の担当となり「モータースポーツには関わらない」としているが、アウディがF1参戦を計画しているとの噂から、その責任者となるのではないかとの憶測も飛んでいた。同年12月には、アウディに在籍したまま、ゲルハルト・ベルガーの後を継いで国際自動車連盟（FIA）シングルシーター委員会の委員長に就任した。シングルシーター委員長としては、前任のベルガーが打ち出したジュニア・フォーミュラ再編構想を受け継ぎ、フォーミュラ3（F3）を国際カテゴリの「FIA F3」と地域ごとの「フォーミュラ・リージョナル」に再編するなどの動きを見せた。
2016年3月15日、アウディと同じフォルクスワーゲングループであるランボルギーニのCEOに就任。
2020年11月末をもってランボルギーニCEOを退任し、翌2021年1月1日付でフォーミュラワン・グループのCEOに就任。またそれに伴い、FIAシングルシーター委員会の委員長も2020年12月に退任した。

## 人物
フェラーリ生え抜きの人材としてチーム代表に抜擢され、「トッド/シューマッハ」体制以降のフェラーリの舵取りを任された。フェラーリの歴代チーム代表の中では、本社の経理部門出身という変わった経歴を持つ。
ドメニカリ体制では2008年にコンストラクターズ選手権を獲得して以来、タイトルから遠ざかっている。2010年にはドイツGPのチームオーダー問題で批判にさらされた。また、最終戦アブダビGPでフェルナンド・アロンソがドライバーズチャンピオンを逃した際には辞任も考えたという。